# 변처후
변처후(邊處厚, 1373년 ~ 1437년)은 조선의 문신이다. 본관은 장연(長淵). 호는 수정(水亭)이다. 조선 태조 이성계의 백형인 이원계(李元桂)의 딸과 혼인하였다.

## 생애
1393년(조선 태조 2년) 식년 문과에 급제하여 참판(參判)에 이르렀다.
1420년(세종 2년) 양양도호부사(襄陽都護府使)로서 "지금 국가에서 대소 관리로부터 서민에 이르기까지 분묘(墳墓)에 대한 보수(步數)가 다 일정한 규례로 정하여 있어서, 남이 그 산에 수목을 벌채하는 것을 금하고 있는 것인데, 무식한 무리들이 지상물의 이익만을 탐내어 고총(古塚)을 파서 없애고 백골이 드러나게 갈아 엎으니, 지금부터는 엄중히 금지하게 하라." 하였다.
1421년(세종 3년)에 판정주목사(判定州牧事)가 되었다.
1433년(세종 15년) 동지중추원사(同知中樞院事)에 올랐다.

## 가족
- 조부 : 변영인(邊永仁)
  - 부 : 변귀수(邊龜壽)
- 외조부 : 박덕생(朴德生)
  - 처부 : 이원계(李元桂) - 조선 태조 이성계의 백형
    - 부인 : 전주 이씨(全州李氏)
      - 아들 : 변대해(邊大海) - 판사(判事)
        - 손자 : 변곤(邊崑)
        - 손자 : 변윤(邊崙)